# Khash Rud (distrikt)
Khash Rud är ett distrikt i Afghanistan. Det ligger i provinsen Nimruz, i den västra delen av landet, 700 kilometer sydväst om huvudstaden Kabul. Administrativ huvudort är Khash.
Distriktet beräknades år 2022 ha cirka 30 000 invånare.